# Hexapodoidea
Hexapodoidea is een superfamilie van krabben en omvat de volgende familie:
- Hexapodidae (Miers, 1886)